# Masters of Formula 3 2007
Zandvoort Masters of Formula 3 @ Zolder 2007 kördes på Zolder den 5 augusti 2007 och vanns av Nico Hülkenberg.

## Resultat
| Plats | Förare               | Grid |
| ----- | -------------------- | ---- |
| 1     | Nico Hülkenberg      | 3    |
| 2     | Yann Clairay         | 5    |
| 3     | Jean-Karl Vernay     | 4    |
| 4     | Brendon Hartley      | 6    |
| 5     | Edoardo Piscopo      | 8    |
| 6     | Edoardo Mortara      | 9    |
| 7     | Yelmer Buurman       | 10   |
| 8     | Harald Schlegelmilch | 11   |
| 9     | Renger van der Zande | 7    |
| 10    | Marko Asmer          | 16   |